# Maszewice
Maszewice – osada w Polsce położona w województwie wielkopolskim, w powiecie szamotulskim, w gminie Wronki.
Miejscowość wchodzi w skład sołectwa Rzecin.
W latach 1975–1998 miejscowość należała administracyjnie do województwa pilskiego.